# Movimiento del Trabajador Católico

Granja del Movimiento del Trabajador Católico.

Movimiento del Trabajador Católico (en inglés, Catholic Worker Movement), es una organización católica norteamericana, fundada en 1933 por Dorothy Day y por Peter Maurin, con el fin de ayudar a los desamparados y a los pobres de Nueva York. 
El Catholic Worker tiene una amplia actividad en lo que se refiere a atención de inmigrantes ilegales que llegan a los Estados Unidos, teniendo habilitado para ello alrededor de 300 centros sociales dentro del país.[cita requerida] En ocasiones[cita requerida] la presentan como una organización representativa del anarquismo cristiano en Estados Unidos; sin embargo tradicionalmente ha estado más específicamente relacionada al distributismo. También hay una afinidad histórica con la IWW a la que sus fundadores eran afiliados.[cita requerida]